# Emmonsit
Emmonsit ist ein selten vorkommendes Mineral aus der Mineralklasse der „Oxide und Hydroxide“. Es kristallisiert im triklinen Kristallsystem mit der Zusammensetzung Fe3+2(Te4+O3)3·2H2O, ist also chemisch gesehen ein Eisen-Tellurit.
Emmonsit entwickelt meist stängelige bis nadelige oder dünntafelige Kristalle, findet sich aber auch in Form faseriger, büscheliger bis kugeliger oder massiger Mineral-Aggregate und krustiger Überzüge von hellgrüner bis gelbgrüner Farbe. Das Mineral ist im Allgemeinen durchscheinend bis undurchsichtig, dünne Schichten oder kleine Körner können aber auch durchsichtig sein. Die Oberflächen der Kristalle weisen einen glasähnlichen Glanz auf.

## Etymologie und Geschichte
Erstmals entdeckt wurde Emmonsit nahe Tombstone im Cochise County (Arizona) in den Vereinigten Staaten und beschrieben 1885 durch William Francis Hillebrand, der das Mineral nach dem US-amerikanischen Geologen Samuel Franklin Emmons benannte.
Dana und Wells beschrieben 1890 ein neues Mineral aus der Grube „El Plomo“ im Bezirk Ojojona auf Honduras und bezeichneten es als Durdenit nach Henry S. Durden, der die Mineralprobe zur Verfügung gestellt hatte. Vergleichende Analysen mit Emmonsitproben aus Tombstone und Cripple Creek (Colorado) belegten allerdings die Identität von Durdenit und Emmonsit. Der Name Durdenit wurde daher diskreditiert und gilt jetzt als Synonym für den Emmonsit.

## Klassifikation
In der veralteten 8. Auflage der Mineralsystematik nach Strunz gehörte der Emmonsit zur Mineralklasse der „Oxide und Hydroxide“ und dort zur Abteilung „Arsenite, Selenite, Tellurite und Jodate“, wo er gemeinsam mit Mackayit, Poughit und Rodalquilarit in der „Emmonsit-Mackayit-Gruppe“ mit der Systemnummer IV/G.02c steht.
In der zuletzt 2018 überarbeiteten Lapis-Systematik nach Stefan Weiß, die formal auf der alten Systematik von Karl Hugo Strunz in der 8. Auflage basiert, erhielt das Mineral die System- und Mineralnummer IV/K.09-030. Dies entspricht der Klasse der „Oxide und Hydroxide“ und dort der Abteilung „Sulfite, Selenite und Tellurite“, wo Emmonsit zusammen mit Blakeit, Poughit, Rodalquilarit und Sonorait eine unbenannte Gruppe mit der Systemnummer IV/K.09 bildet.
Die von der International Mineralogical Association (IMA) zuletzt 2009 aktualisierte 9. Auflage der Strunz’schen Mineralsystematik ordnet den Emmonsit in die Klasse der „Oxide (Hydroxide, V[5,6]-Vanadate, Arsenite, Antimonite, Bismutite, Sulfite, Selenite, Tellurite, Iodate)“ und dort in die Abteilung „Arsenite, Antimonite, Bismutite, Sulfite, Selenite, Tellurite; Iodate“ ein. Hier ist das Mineral in der Unterabteilung „Tellurite ohne zusätzliche Anionen; mit H2O“ zu finden, wo es zusammen mit Blakeit die „Emmonsit-Gruppe“ mit der Systemnummer 4.JM.10 bildet.
In der vorwiegend im englischen Sprachraum gebräuchlichen Systematik der Minerale nach Dana hat Emmonsit die System- und Mineralnummer 34.03.03.01. Das entspricht der Klasse der „Sulfate, Chromate und Molybdate“ und dort der Abteilung „Selenite, Tellurite und Sulfite“. Hier findet er sich innerhalb der Unterabteilung „Selenite - Tellurite - Sulfite“ als einziges Mitglied in einer unbenannten Gruppe mit der Systemnummer 34.03.03.

## Bildung und Fundorte

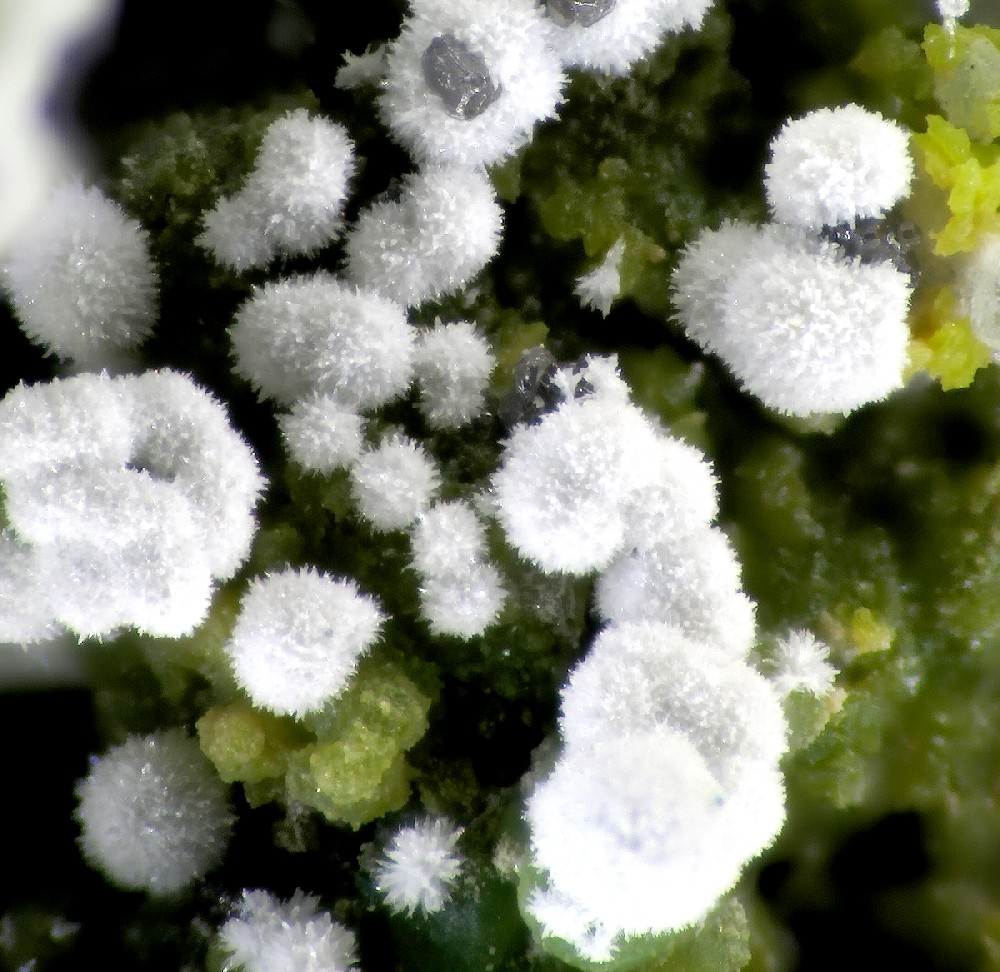
Schieffelinit (weiß) und Emmonsit aus der „Grand Central Mine“, Tombstone District, Arizona (Bildbreite 3 mm)

Emmonsit bildet sich als Sekundärmineral bei der Verwitterung (Oxidation) von Tellurit bzw. gediegen Tellur. Neben diesen treten als weitere Paragenesen unter anderem noch Cuzticit, Eztlit, Gold, Mackayit, Pyrit, Rodalquilarit und Sonorait auf.
Als seltene Mineralbildung konnte Emmonsit bisher nur an wenigen Fundorten nachgewiesen werden, wobei rund 40 Fundorte als bekannt gelten (Stand: 2013). Neben seiner Typlokalität Tombstone konnte das Mineral noch an weiteren Orten in den Tombstone Hills in Arizona, im Calaveras County in Kalifornien, nahe Cripple Creek in Colorado, an mehreren Orten im Esmeralda County in Nevada, in der „Lone Pine Mine“ im Catron County, nahe Silver City und im Hidalgo County in New Mexico, in der „Clinton Mine“ im Lawrence County in South Dakota sowie in der „Gold Chain Mine“ im Juab County in Utah gefunden werden.
Weitere Fundorte liegen unter anderem in Chile, China, Honduras, Japan und Mexiko.

## Kristallstruktur
Emmonsit kristallisiert triklin in der Raumgruppe P1 (Raumgruppen-Nr. 2) mit den Gitterparametern a = 7,90 Å; b = 8,00 Å; c = 7,62 Å; α = 96,7°; β = 95,0° und γ = 84,5° sowie 2 Formeleinheiten pro Elementarzelle.